# Шмациньская, Гражина
Гражи́на Шмациньская (пол. Grażyna Szmacińska; род. 29 января 1953, Бжезины) — польская шахматистка, международный мастер (1978) среди женщин.
Многократная чемпионка Польши (1975, 1976, 1981, 1983, 1986 и 1988).
В составе национальной сборной участница шести Олимпиад (1978—1988), а также 2-й Телешахолимпиады (1981/1982).
В составе клуба «Anilana Łódź» успешно выступала в командных чемпионатах Польши по шахматам (1972, 1975—1978, 1980—1990).

## Изменения рейтинга
| Графики недоступны из-за технических проблем. См. информацию на Фабрикаторе и на mediawiki.org. |